# Friedrich von Beck-Rzikowsky

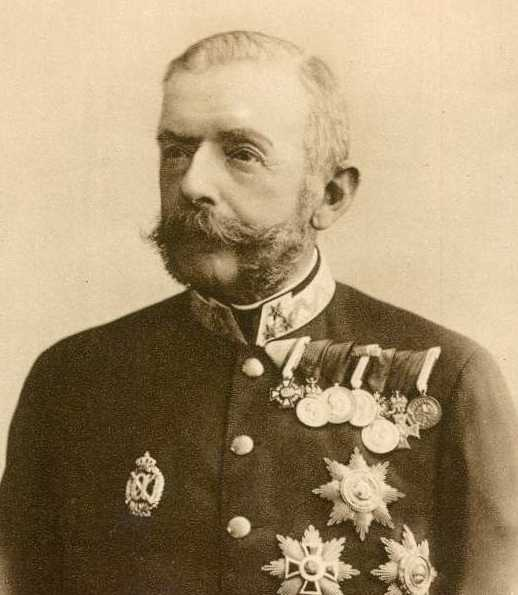
Friedrich von Beck-Rzikowsky

Friedrich Graf von Beck-Rzikowsky, född 21 mars 1830 i Freiburg im Breisgau, död 9 februari 1920 i Wien, var generalöverste och chef för generalstaben i Österrike-Ungerns armé 1881–1906.

## Biografi
Friedrich Beck var son till en militärläkare. Han trädde in i armén 1846 och tjänstgjorde som löjtnant och överlöjtnant vid infanteriet, pionjärtrupperna och dåvarande generalkvartermästarstaben. Under 1848 och 1849 deltog han i striderna i Ungern, liksom i stormningen av Brescia. 
Sedan han avslutat sin utbildning vid krigsskolan blev Beck 1854 kapten vid generalstaben. Som generalstabschef för division Reischach i Italien 1859 utmärkte han sig särskilt i striderna vid Candia och vid slaget vid Magenta. Han sårades svårt vid Magenta och dekorerades för tapperhet i strid med Järnkroneorden av tredje graden.   
År 1861 upphöjdes Beck till det österrikiska riddarståndet. Han blev känd i vidare kretsar när kejsaren skickade honom på specialuppdrag på krigsskådeplatsen under tyska enhetskriget 1866. Han blev överste 1867.
År 1867 blev han chef för militärkansliet och 1874 kejsarens generaladjutant. Samtidigt utnämndes han till geheimeråd. År 1878 avancerade han till fältmarskalklöjtnant och skickades på ett hemligt uppdrag till det ockuperade Bosnien. I anslutning till detta upphöjdes han till friherre.
År 1881 blev Beck chef för generalstaben och 1882 chef för infanteriregemente nr 47. År 1888 befordrades han till Feldzeugmeister. 
Han var generalstabschef i 25 år och utövade under denna tid stort inflytande som kejsarens förtrogne. I folkmun kallades han för  “vicekejsare”. Han försökte att spela en medlande roll i arméns många interna konflikter. Lugn och försiktig intog han i militära frågor en mellanposition mellan liberala moderniseringsförespråkare och det reaktionära lägret kring ärkehertig Albrecht. Under hans ledning blev generalstaben krigsmaktens egentliga överkommando. Dess underordnade ställning i förhållande till Rikskrigsministeriet kom att få en mer formell karaktär.

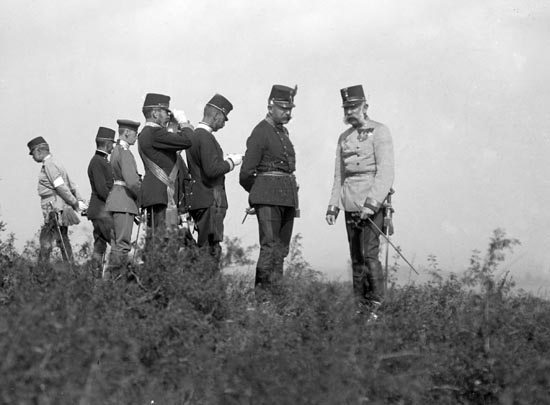
Frans Josef (till höger) med Beck-Rzikowsky 1897

På enträgen begäran av tronföljaren Franz Ferdinand lät kejsaren 1906 motvilligt byta ut den 76-årige Beck mot Franz Conrad von Hötzendorf som generalstabschef. För att hedra Becks mångåriga förtjänster upphöjdes han till greveståndet och utnämndes vidare till kapten vid Arcièrenlivgardet. 
År 1913 fick Beck kejsarens tillåtelse att förena sitt eget namn med sin hustrus, baronessan Rzikowsky von Dobrschitz, vars ätt hade utslocknat på svärdssidan.
År 1916 utnämndes Beck-Rzikowsky till generalöverste. Han lämnade krigstjänsten 1918.